# Stanisław Mazur
Stanisław Mieczysław Mazur (Leópolis, 1 de janeiro de 1905 — Varsóvia, 5 de novembro de 1981) foi um matemático polonês.
Foi membro da Escola de Matemática de Leópolis e da Academia de Ciências da Polônia.
Mazur estudou matemática com Stefan Banach, e sob sua orientação obteve um doutorado em 1935, na Universidade de Leópolis.
Dentre suas realizações contribuiu significativamente com métodos geométricos da análise funcional linear e não-linear e com a álgebra de Banach. Foi um dos autores do Livro Escocês. A partir de 1948 trabalhou na Universidade de Varsóvia.